# Manuel Rosa Luís
Manuel Rosa Luís (Ilha do Pico, Açores, , c. 1713 — morto data desconhecida) foi um grande explorador das minas de ouro no município paulista de Apiaí.
Manuel foi um dos primeiros a explorar as minas de ouro de Santo Antônio das Minas do Apiaí e alguns o consideram um de seus fundadores. Foi casado com Maria da Anunciação de Oliveira, de família de cepa bandeirante. Manoel foi sogro do capitão Tomás Dias Batista, capitão-mor Francisco Xavier da Rocha e capitão-mor Matias Leite Penteado, mostrando desta maneira as alianças matrimoniais de sua família.

## Fonte
- Ouro Paulista:Estrutura Domiciliar e Posse de Escravos em Apiaí, A. Valentin, USP.